# Alexander Stadium
Das Alexander Stadium (deutsch Alexander-Stadion) ist ein Leichtathletikstadion im Stadtteil Perry Park der englischen Stadt Birmingham, Vereinigtes Königreich. Die Anlage bot bis zum Umbau 2019 Platz für 12.700 Zuschauer mit 7.000 überdachten Sitzplätzen. Bei Konzerten reichte die Kapazität für ca. 20.000 Besucher. Heute verfügt es über 18.000 Plätze.

## Geschichte
Das Alexander Stadium wurde 1976 eröffnet und ersetzte den damaligen Alexander Sports Ground von 1929. Benannt wurde die Anlage nach William Whiteway (WW) Alexander (1852–1933), der ab den 1890er bis in die 1930er Jahre zunächst ein herausragender Leichtathlet der Midlands in der Disziplinen Laufen (Crosslauf) war, dann Sportfunktionär und als Sportjournalist wöchentliche Kolumnen in der Birminghamer The Sporting Mail schrieb.
Das Stadion erfüllt die Anforderungen des britischen Leichtathletikverbandes (UKA) und des Weltverbandes World Athletics. Neben den Sportanlagen gibt es u. a. auch Tagungs- und Seminarräume sowie weitere Einrichtungen. 1979, 1997 und von 2008 bis 2019 wurden die britischen Leichtathletikmeisterschaften im Alexander Stadium ausgetragen. Von 2011 bis 2019 war das Alexander Stadium Schauplatz der zu den Diamond-League-Meetings gehörenden British Athletics Birmingham Grand Prix. Am 21. Mai 2022 konnte das Meeting nach dem Umbau wieder im Alexander Stadium stattfinden.
2011 wurde die Anlage renoviert und die Gegentribüne im Osten mit 5000 Plätzen errichtet. Sie beherbergt zudem den Sitz des britischen Leichtathletikverbandes (UKA). Die Kosten beliefen sich auf 12,25 Mio. £ (14.6 Mio. Euro). Mit der Erweiterung fasste die Anlage 12.700 Zuschauer. Der Bau wurde im Juni 2011, rechtzeitig zum British Athletics Birmingham Grand Prix im Juli des Jahres, fertiggestellt.
Im Dezember 2017 erhielt Birmingham den Zuschlag als Austragungsort der Commonwealth Games 2022. Für diese Großveranstaltung wurde das Stadion ausgebaut. Im Januar 2020 stimmte der Planungsausschuss der Stadt Birmingham den Umbauplänen zu. Während der Commonwealth Games sind es durch Zusatztribünen 30.000 Plätze. Nach den Commonwealth Games stehen mit dem neuen West Stand 18.000 permanente Plätze zur Verfügung. Das Stadion ist ein Hauptaustragungsort der Commonwealth Games. Neben den Leichtathletik- und Para-Leichtathletikwettbewerben wird die Eröffnungs- und die Schlussfeier hier stattfinden. Der Umbau kostete 72 Mio. £. Der neue West Stand ersetzte den Main, Knowles und den Nelson Stand. Die neunspurige 400-Meter-Leichtathletikanlage im Stadion wurde erneuert und entspricht der Kategorie 1 der World Athletics. Die frühere rote Bahn wurde durch eine blaue Bahn ersetzt. Neben dem Stadion entstand eine sechsspurige 400-Meter-Leichtathletikanlage zum Aufwärmen. Das Stadion und das Trainingswurffeld erhielten eine neue Flutlichtanlage. Die Räumlichkeiten im Stadion für Tagungen und Seminare sowie die Cateringeinrichtungen wurden modernisiert.
Im Januar 2023 wurde vereinbart, dass die Midlands Hurricanes (Rugby League, League One) ihre Heimspiele 2023 im Alexander Stadium, beginnend am 19. Februar gegen den Cornwall RLFC, austragen.

## Galerie

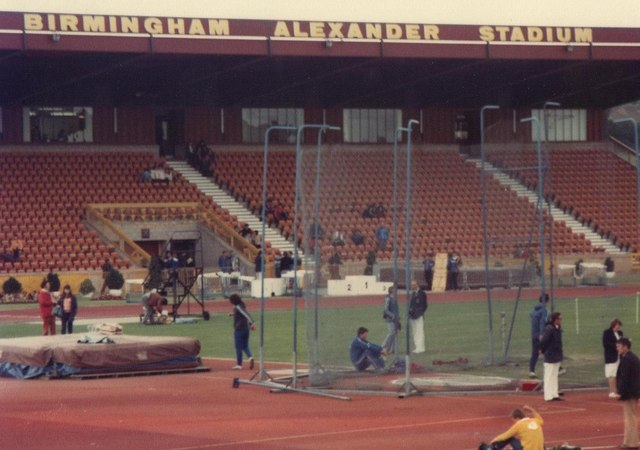
Birmingham Alexander Stadium (1981)
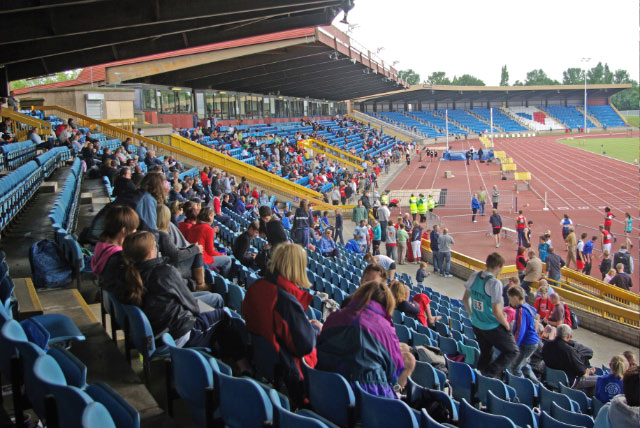
Alexander Stadium (Juni 2009)